# Metacrangonyx longicaudus
Metacrangonyx longicaudus is een vlokreeftensoort uit de familie van de Metacrangonyctidae. De wetenschappelijke naam van de soort is voor het eerst geldig gepubliceerd in 1954 door Ruffo.